# Lighting Network

Logo pentru bitcoin trimis prin Lightning Network

Lightning Network (LN), în traducere rețea fulger, este o soluție de scalare de tip second-layer și un protocol descentralizat pentru plăți bazat pe contract inteligent în rețeaua blockchain bitcoin. Lightning Networ este o implementare Hashed Timelock Contracts (HTLCs) cu canale de plată bidirecționale, care permite direcționarea în siguranță a plăților prin mai multe canale de plată peer-to-peer. Rețeaua funcționează ca un „plugin” sau „supliment” la blockchain-ul bitcoin. Tranzacțiile între participanți în cadrul contractului sunt efectuate aproape instantaneu în afara blockchain-ului. Pe blockchain se vede doar primul depozit de contractat (crearea contractului) și ultima retragere (închiderea contractului).

Rețeaua Lightning poate rula pe orice platformă care acceptă contracte inteligente și portofele cu semnături multiple. Aceasta înseamnă că vor apare în curând rețele Lightning oferind soluții de layer 2 pentru platforme precum Ethereum, Ripple și Zcash.
Lightning Network a fost propusă de Thaddeus Dryja și Joseph Poon, în 2015, ca o modalitate de a scoate tranzacțiile off-chain, pentru a crește randamentul rețelei și a reduce costurile.
Prima plată în rețeaua Lighting a fost făcută în 2017, când s-au trimis 0,000000001 Litecoin (LTC)  sumă care în mod normal nu este posibilă sau economic pe un blockchain din cauza taxelor.
În martie 2018, Lightning Labs a lansat Lightning Charge, un instrument cu care dezvoltatorii pot construi aplicații. LApp-urile sunt aplicații Lightning, cum ar fi serviciile de plată, care se vor baza pe rețeaua Lightning.
În luna august 2020, Lightning Labs a introdus canalele „Wumbo”, pentru a permite nodurilor să deservească tranzacții la scară mai mare, reducând în același timp comisioanele.
Motorul de căutare și analiză 1ml, listează mai mult de 33.000 de noduri cu peste 85.000 de canale de plată care operează în prezent în rețeaua Lightning. 
Lightning Network poate rula pe orice platformă care acceptă contracte inteligente și portofele cu semnături multiple. Aceasta înseamnă că vor apare în curând rețele Lightning oferind soluții de layer 2 pentru platforme precum Ethereum, Ripple și Zcash.

## Funcționare

Numărul total de bitcoini alocați canalelor Lightning

Lightning Network constă din noduri și canale de plată bidirecționale care se stabilesc între două noduri de rețea. Fiecare dintre cele două noduri ale canalului de plăți blochează în blockchain, folosind contracte hash de blocare temporară, o anumită sumă de fonduri pentru canal. 
Rețeaua utilizează construcția canalului Poon-Dryja, un tip de construcție cu mai multe semnături, pentru a crea solduri gestionate în comun între perechi de utilizatori.  Prin renegocierea cotelor de plată a soldului, utilizatorii își pot transfera instantaneu soldul unul către celălalt, chiar dacă nu au un canal deschis direct între ei. Fiecare renegociere este înregistrată ca o actualizare a contractului inteligent care asigură fondurile ambelor părți.Având mai multe conexiuni în rețea simultan, utilizatorii pot primi solduri de la un partener și le pot redirecționa către altul.
Atunci, cand ciclul de viață al canalului se termină, un algoritm recalculează toate tranzacțiile și va returna fiecare parte a sumei datorate. Chiar dacă unul dintre participanții la canal îl abandonează, își primește din nou fondurile care i-au fost alocate, iar funcționarea fondurilor este înregistrată, apoi înscrisă în blockchain.

## Dezavantaje
Primul și cel mai critic dezavantaj al utilizării rețelei Lightning este că împiedică utilizatorii să-și folosească Bitcoin în afara canalelor până când canalul este închis. 
Având conexiuni mai deschise cu alții, nodurile LN pot deveni huburi similare sau noduri centralizate în rețea. O defecțiune la un astfel de hub ar putea bloca cu ușurință o parte semnificativă a rețelei sau întreaga rețea.  
Cerința de a fi online pentru primirea unei plăți. Fiind conectată în permanență online, rețeaua este vulnerabilă la atacuri, iar folosirea unui portofel hardware depozitarea monedelor nu este posibilă  deoarece rețeaua nu permite.

## Inplementări
- Dezvoltatori precum Lightning Labs, ACINQ și Blockstream au cercetat și testat proiecte de rețea Lightning.
- Una dintre primele aplicații Lapp (Lightning apps) care a devenit populară este Poketoshi, un joc în care utilizatorii licitează pentru a controla personaje celebre Pokemon cu plăți de rețeaua Lightning.
- CoinMall este o piață P2P complet descentralizată, unde utilizatorii pot cumpăra sau vinde produsele digitale rapid și fără comisioane, folosind criptomonede.
- Criptomonedele Litecoin și Stellar au inclus rețeaua Lightning în 2018.
- Bitrefill este un serviciu care permite reîncărcarea smartphone-ului folosind criptomonede.
- Prin intermediul unei aplicații de plăți compatibile cu Lightning Network numită Strike, Twitter permite utilizatorilor activi să efectueze plăți Bitcoin către alte conturi Twitter instantaneu și gratuit.
- În El Salvador, prima națiune care a făcut Bitcoin ca mijloc legal de plată, portofelul creat de guvern, Chivo, este compatibil Lightning și conceput pentru a permite plăți transfrontaliere fără întreruperi. Chivo este în mod constant una dintre cele mai descărcate aplicații din El Salvador.
- Patforma Paxful de schimb Bitcoin permite plăți și prin rețeaua Lightning.
- Zap este un portofel Bitcoin care permite tranzacții Bitcoin instantaneu folosind Lightning Network.[12][13]